# Національний музей воєнної історії Слобожанщини
Національний музей воєнної історії Слобожанщини (раніше — Висота маршала І. С. Конєва) — меморіальний комплекс з музеєм Другої світової, Афганської та російсько-української війни у селищі Солоницівка Дергачівського району Харківської області, розташований на місці колишнього спостережного пункту на висоті 197,3 метра. В експозиції представлена військова техніка різних часів, зброя, форма тощо. На території розташовано музей, обеліск, пам'ятники та каплиця.

## Історія
Неподалік від селища Гаврилівка (яке з 1976 року входить у склад Солоницівки), у серпні 1943 року під час наступу радянських військ на окупований нацистами Харків, на панівній над місцевістю висоті 194,2 метра розташовувалися наглядові пункти командувача військ Степного фронту генерал-полковника Івана Степановича Конєва, командувача 53-ї армії генерал-майора Івана Мефодійовича Манагарова, командира 252-ї стрілецької дивізії генерал-майора Георгія Івановича Анісімова.
Спочатку 20 серпня на висоті 194.2 було організовано командний пункт 53-ї армії генерал-лейтенанта Івана Манагарова. Звідси не видно самого міста Харків. З цієї висоти, розташованої на зверненому на південь схилі балки річки Уди, відкривається панорама на Рай-Оленівку — Коротич — Новий Коротич — Люботин, де на висотах зосередилися війська і кордон оборони німців. Звідси відбувалося оперативне керівництво військами під час запеклих боїв завершального етапу Білгородсько-Харківської наступальної операції, що відбувалася з 3 по 29 серпня 1943 року, аж до відступу німецьких військ із трьох окупованих районів Харкова.
Командувач Степовим фронтом Іван Конєв віддав 5-й гвардійській танковій армії наказ зранку 21 серпня «розпочати рішучий та енергійний наступ у загальному напрямку на Коротич — Бабаї та оточити з півдня Харківське угруповання противника. Після цього частиною сил заволодіти переправами на річці Мерефа в районі Буди — Мерефа.». З цього наглядацького пункту було добре було видно наступ 5-ї гвардійської танкової армії й 53-ї армії СРСР, які повинні були захопити Коротич і оточити харківське угруповання нацистської армії, замкнувши кільце. Оточення здійснити не вдалося: 7-ма гвардійська армія не взяла в намічений термін Основу, а 5-та танкова, втративши кілька сотень танків, до 29 серпня не могла захопити «ключ до Харкова» Коротич (за який розгорілися основні бої). 5-та танкова взяла Коротич після дев'яти днів запеклих зустрічних боїв 29 серпня.
Увечері 22 серпня 1943 з наглядацького пункту 194,2 І. С. Конєв віддав наказ арміям Степового фронту про нічний штурм Харкова. До 12 години 23 серпня 1943 року війська 69-ї, 7-ї гвардійської та 53-ї армій зайшли у центр міста, а 29 серпня остаточно захопили Харків. Десять дивізій Степового фронту отримали почесне звання «Харківських».

## Меморіальний комплекс
У післявоєнний період розташування колишнього командного пункту Степового фронту стає місцем проведення масових заходів до Дня перемоги над нацизмом у Другій світовій війні. 9 травня 1965 року на висоті 197,3 відбувся перший урочистий мітинг. 1968 року свій командний пункт відвідав маршал І. С. Конєв.
У 1975 році на місці командного пункту Конєва була встановлена стела з написом російською мовою: «На цій висоті був командний пункт маршала Радянського Союзу І. С. Конєва, командувача Степового фронту. Звідси 22 серпня 1943 року віддано наказ на визволення штурмом м. Харкова»". 1980 року за проєктом скульптора Д. Сови та архітектора Н. Краснолобова на вершині висоти було споруджено обеліск (висота 18,6 м) з декоративною стелою (3×2,3 м).
12 січня 1981 року об'єкт отримав статус пам'ятки історії місцевого значення як «Пам'ятне місце командного пункту І. С. Конєва, командувача Степового фронту».
2003 року розпочалася реконструкція для створення Пам'ятного комплексу «Висота маршала І. С. Конєва». У серпні 2003 року відбулася реконструкція за проєктом архітекторів Павла Георгійовича Чечельницького й А. В. Ткаченка: зведено каплицю Івана-воїна, стіну з пам'ятними дошками, облаштовано автостоянку, приміщення для охорони, оновлено обеліск, декоративну стелу, сходи, під'їзні шляхи та освітлення. Автори проєкту експозиції та дизайну залів музею: А. М. Олексієнко, В. Д. Северин, Ю. О. Тітінюк, Ю. М. Шкодовський.
У серпні 2003 року, на 60 річницю захоплення Харківщини радянськими військами, на базі комплексу відбулися святкові заходи за участю прем'єр-міністра України Віктора Федоровича Януковича.
2007 року музей «Харківщина у Другій світовій війні» увійшов до складу Меморіального комплексу «Висота маршала І. С. Конєва».
2008 року указом Президента України Віктора Андрійовича Ющенка комплексу надано статус національного.
У 2024 році відповідно до Закону України «Про засудження комуністичного та націонал-соціалістичного тоталітарних режимів та заборону використання їх символіки», «Про засудження та заборону пропаганди російської імперської політики в Україні та деколонізацію топонімії», наказом Міністерства культури та інформаційної політики України «Висота маршала І. С. Конєва» була перейменована на Національний музей воєнної історії Слобожанщини.
На території комплексу, який має статус пам'ятки історії місцевого значення № 3766-Ха, нині розташовано декілька стел з мапами, зображеннями радянських солдатів та декоративними дірками від снарядів і куль. В центрі обеліск з головою І. С. Конєва та пам'ятник «воїну-визволителю». Облаштовано три майданчики з військовою технікою. На першому представлено танк Т-34-85, гармата ЗІС-3, міномет МТ-13; на другому — 37-мм зенітна автоматична артилерійська гармата 70-К 1939 року, вантажівка, а також фрагменти танків, зокрема два дула, ведучі колеса, гусенична стрічка, частина гармати без колес та башта середнього танка Т-34/76. На третьому демонструються гелікоптер Мі-2, капсуль бомби, літаки Ан-2 та Aero L-29 Delfin. Праворуч від сходів розташовано каплицю Івана-воїна, козацький хрест та фортифікаційна споруда «спостережний пункт» на схилі. Ліворуч розташовано музей, декорований під ДОТ, де суцільна кімната з експонатами спускається вниз по спіралі. В експозиції музею представлені артефакти часів радянської та німецької окупації, макети техніки, танків та паротягів, знаряддя праці, архівні фотографії, документи, листівки, книги, українське вбрання та рушники, форма солдатів радянської, польської та нацистської армій, зброя різних країн, снаряди, бомби, кулі, медалі та значки, мініатюри приміщень зі старими меблями, карти, картини й портрети, форма моряків, морські міни, човни, уламки снарядів літаків та техніки, частина оздоблення будівлі Райхстагу, експонати, присвячені голокосту та таборам, форма й одяг ув'язнених. Окрема зала відведена експонатам Афганської війни: картинам, зброї, формі військових та одягу місцевих мешканців. Також представлено велику експозицію, присвячену російсько-українській війні, обороні Донецького аеропорту. В залах виставлено форму, зброю, уламки снарядів, медалі й нагороди, макети сучасної військової техніки та прапори.

## Галерея

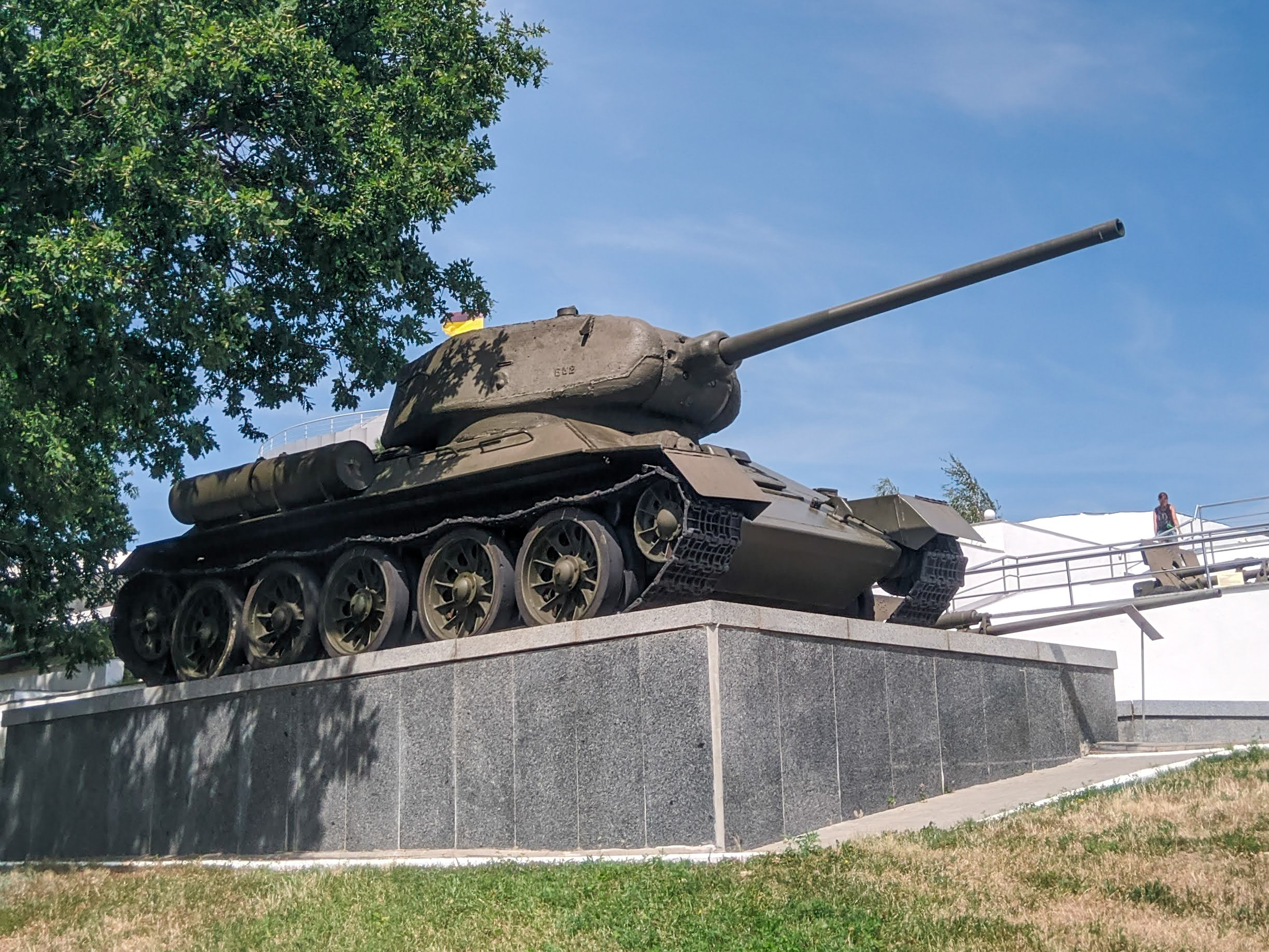
Т-34-85
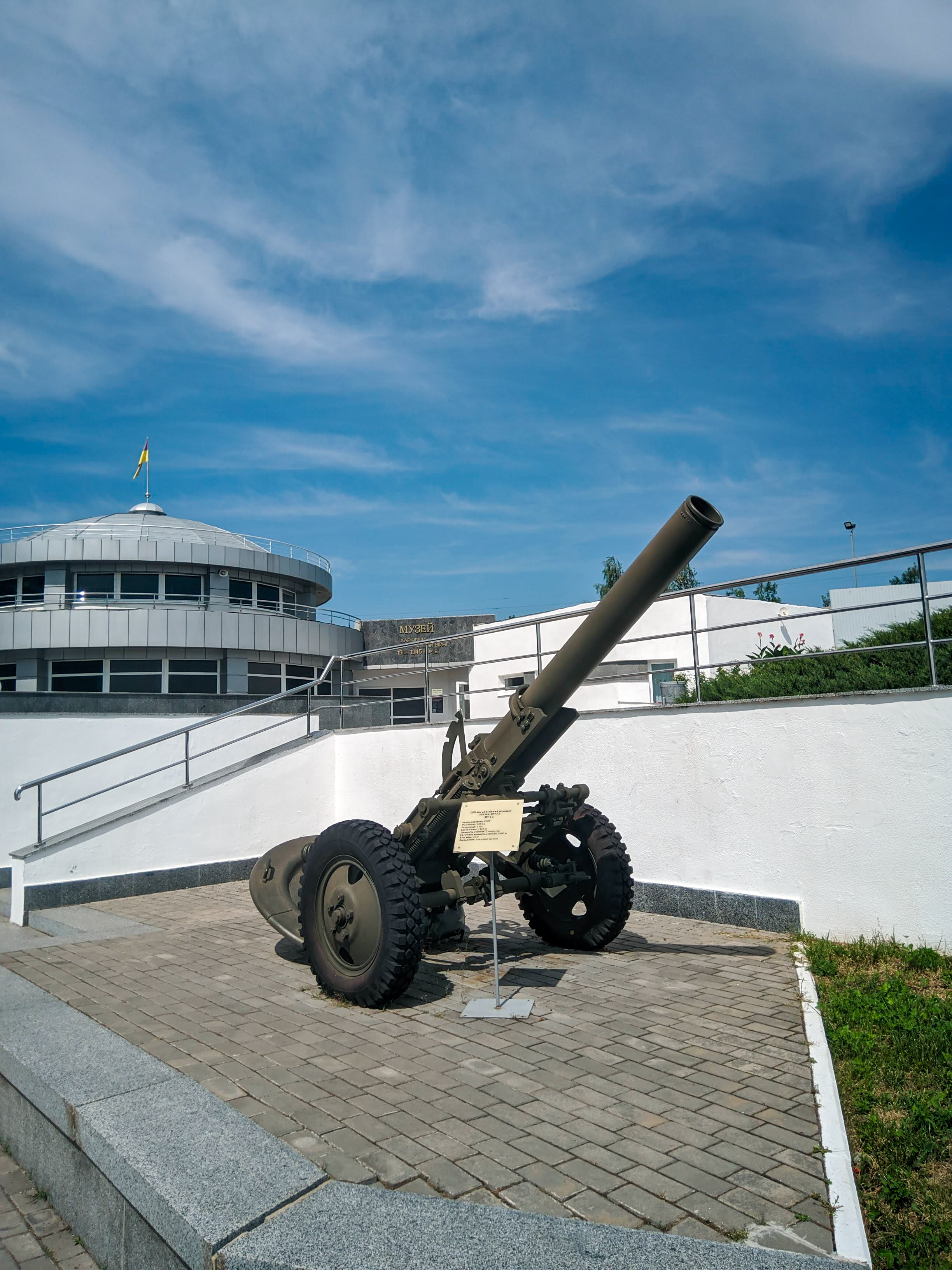
160-мм міномет зразка 1943 року
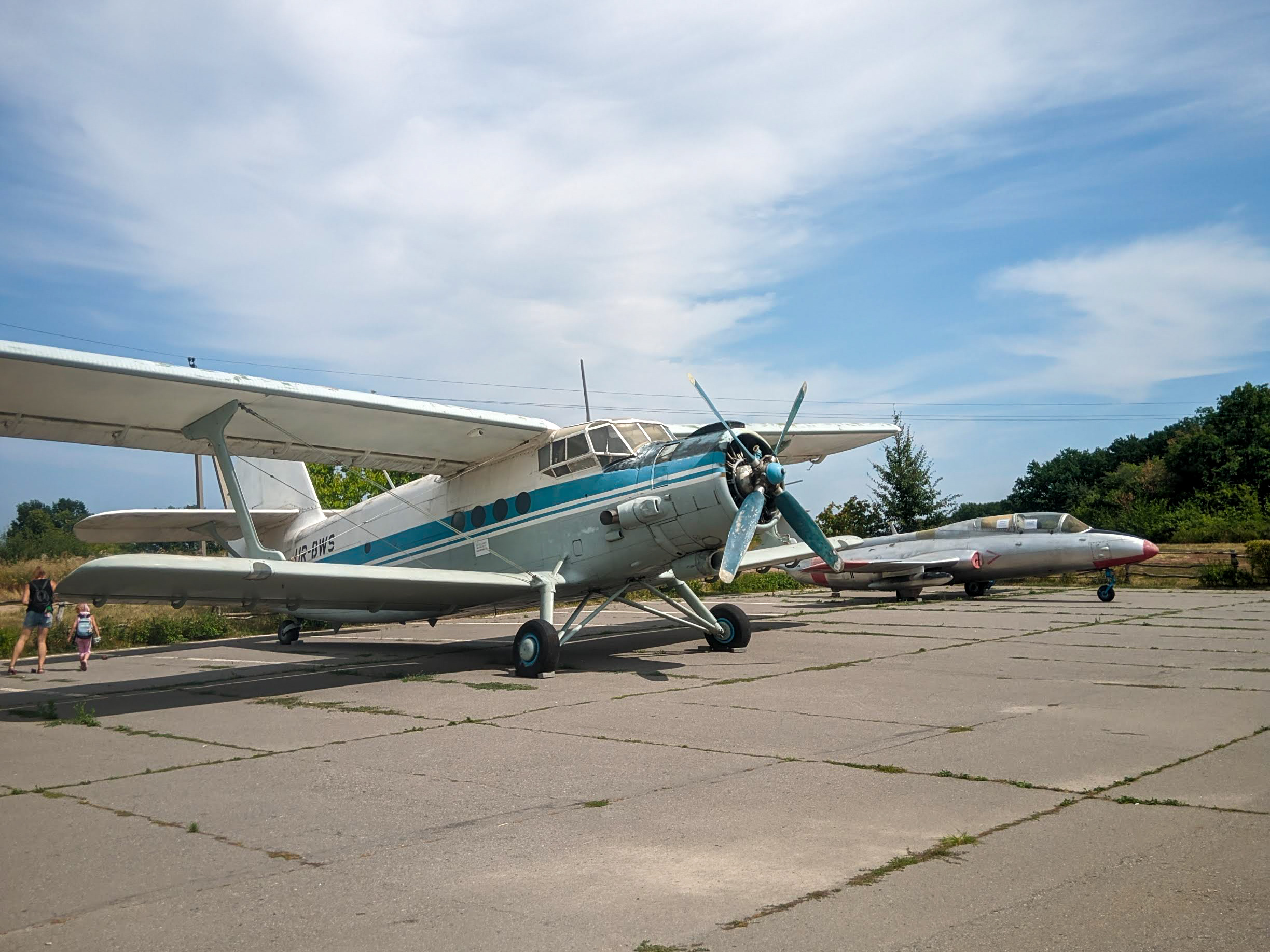
Літаки Ан-2 та Aero L-29 Delfin
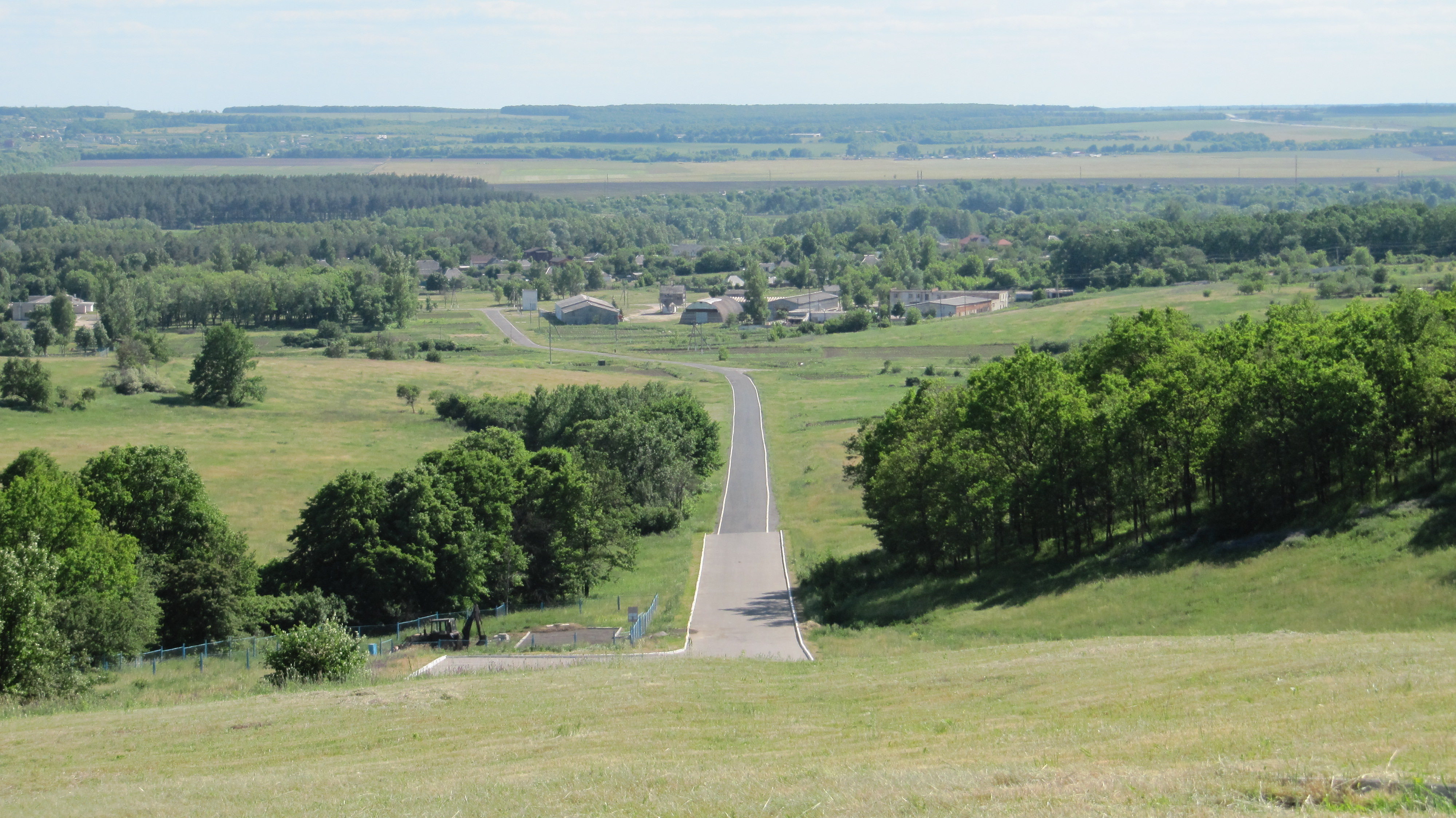
Краєвид з вершини комплексу
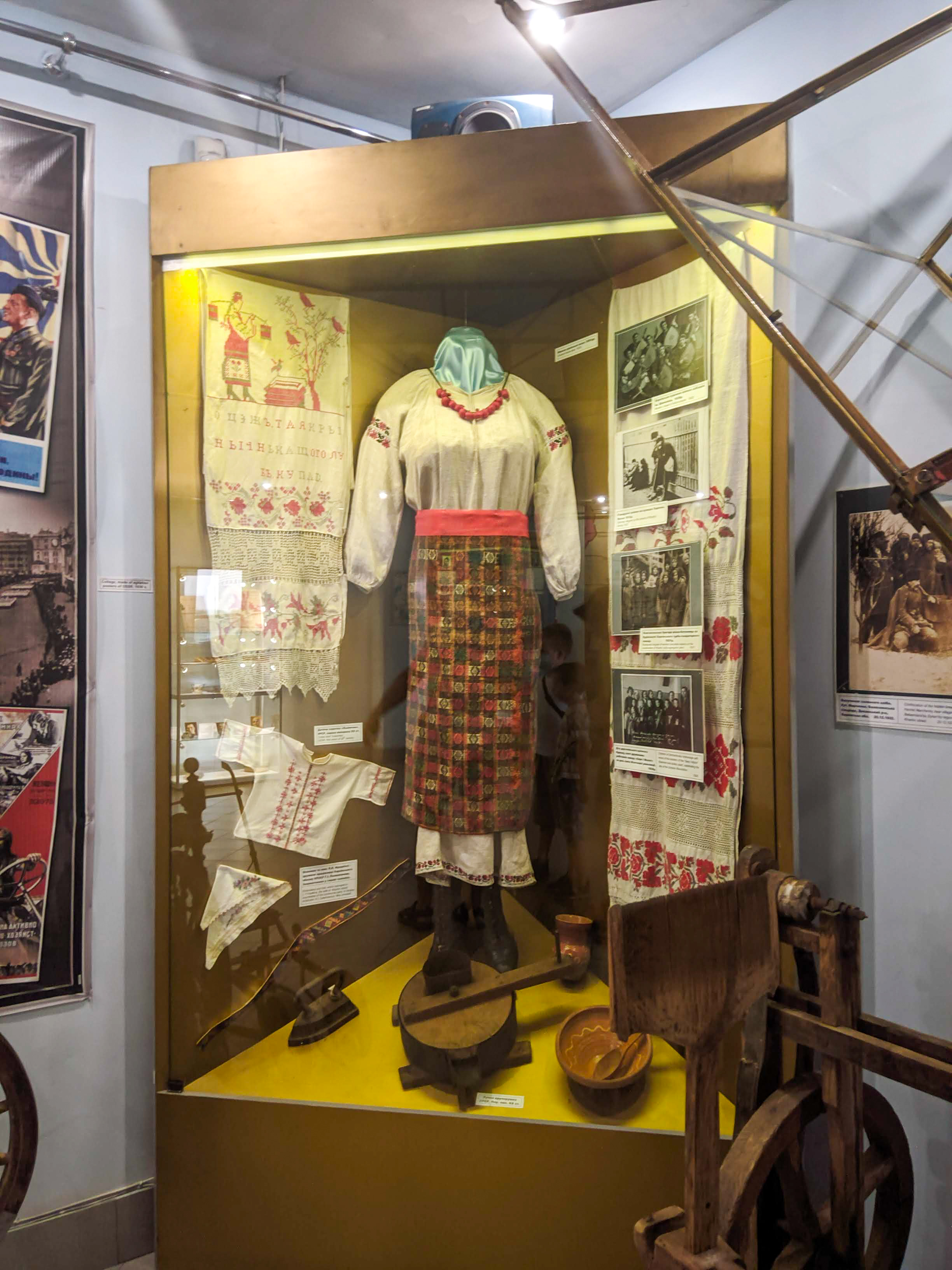
Експозиція музею з національним вбранням
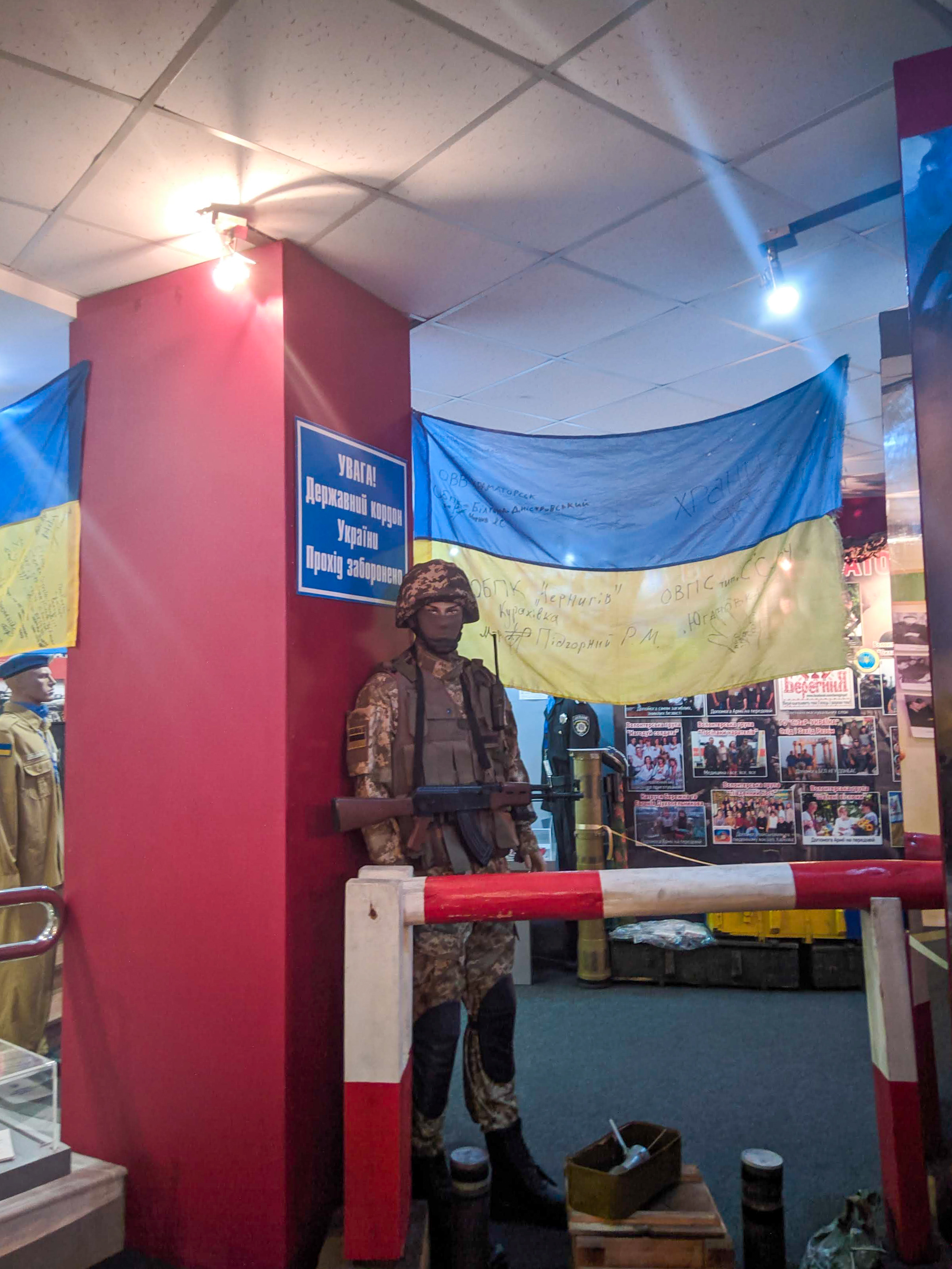
Експозиція російсько-української війни
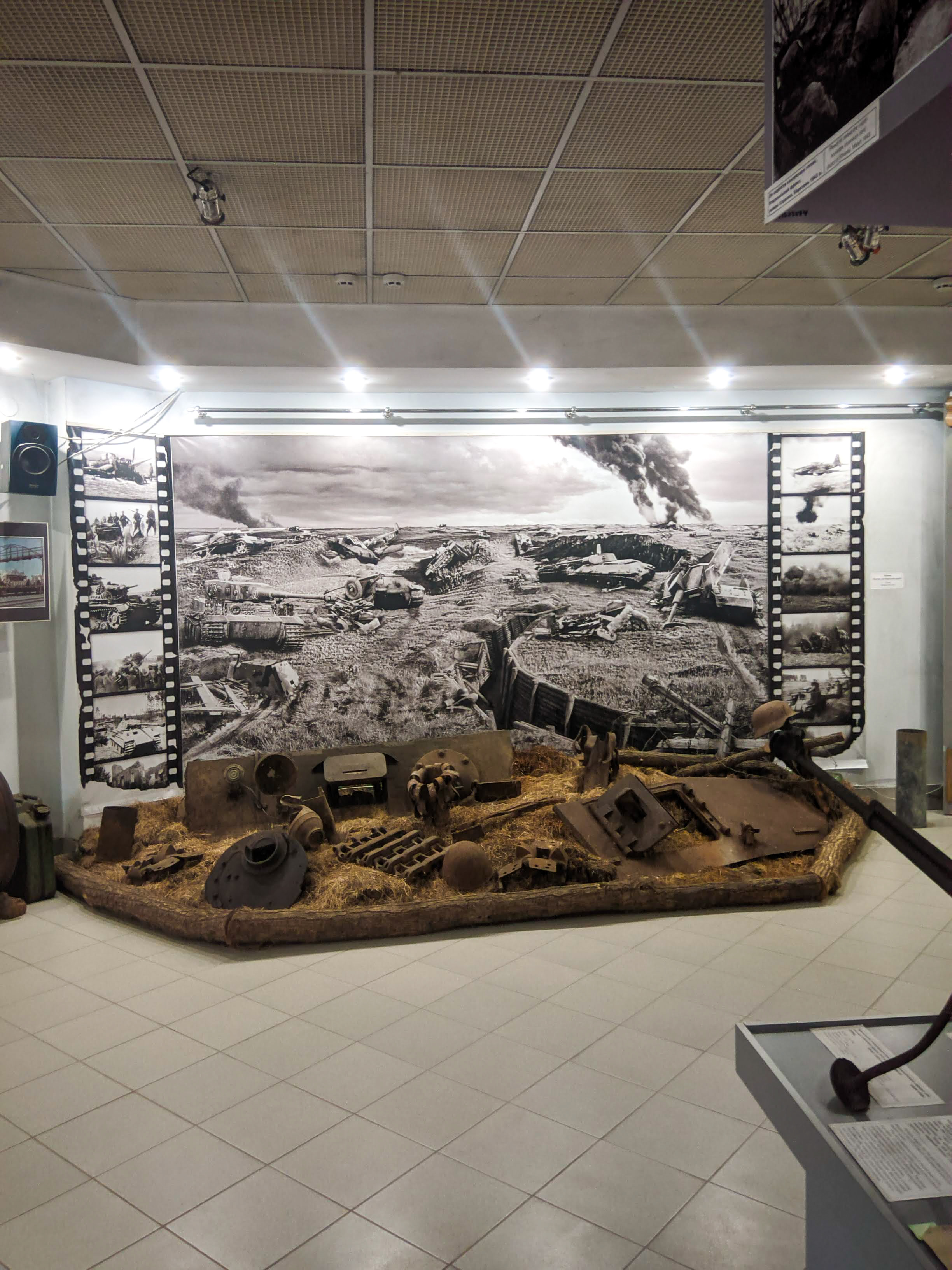
Експозиція музею з уламками техніки
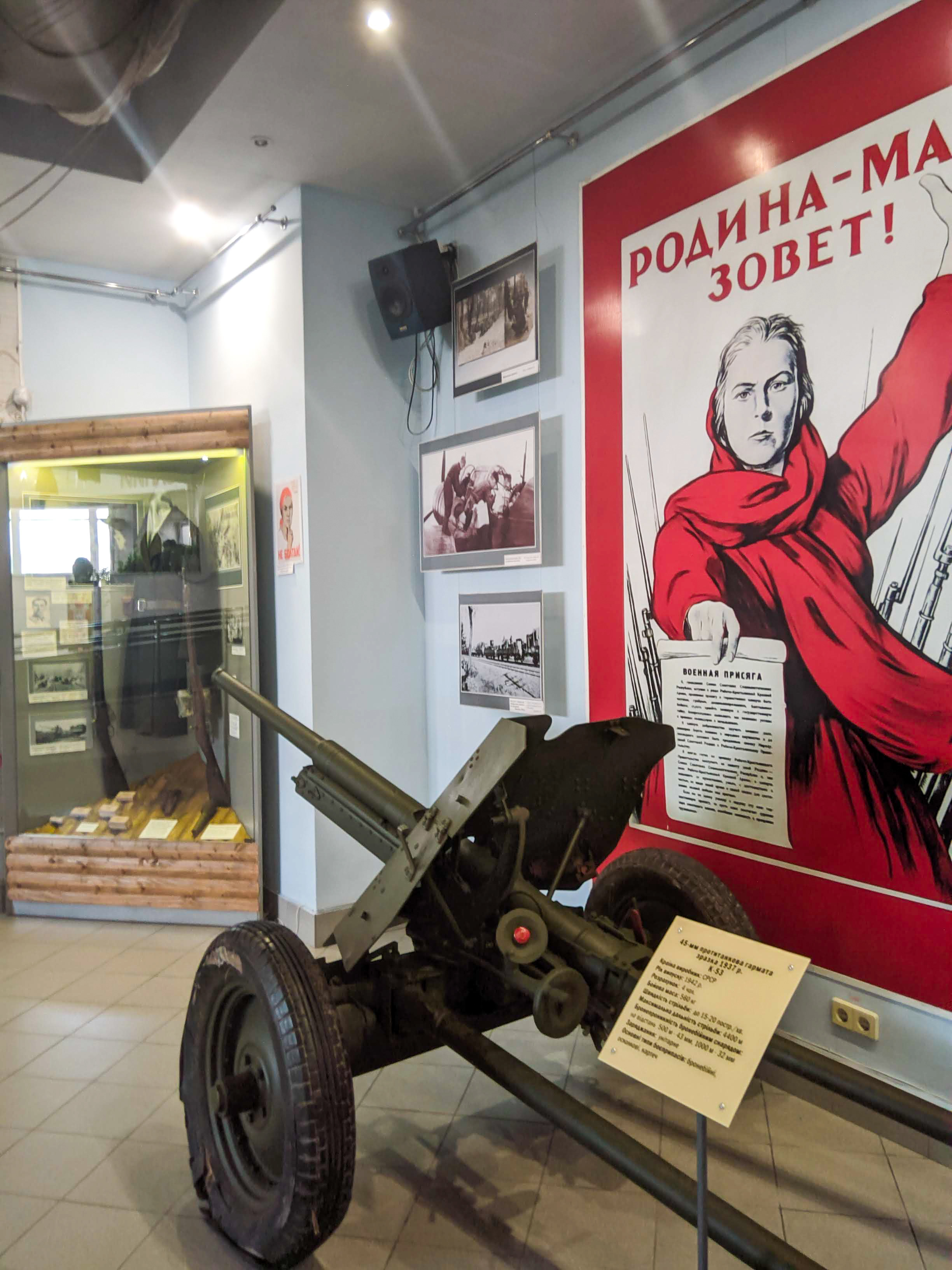
Гармата
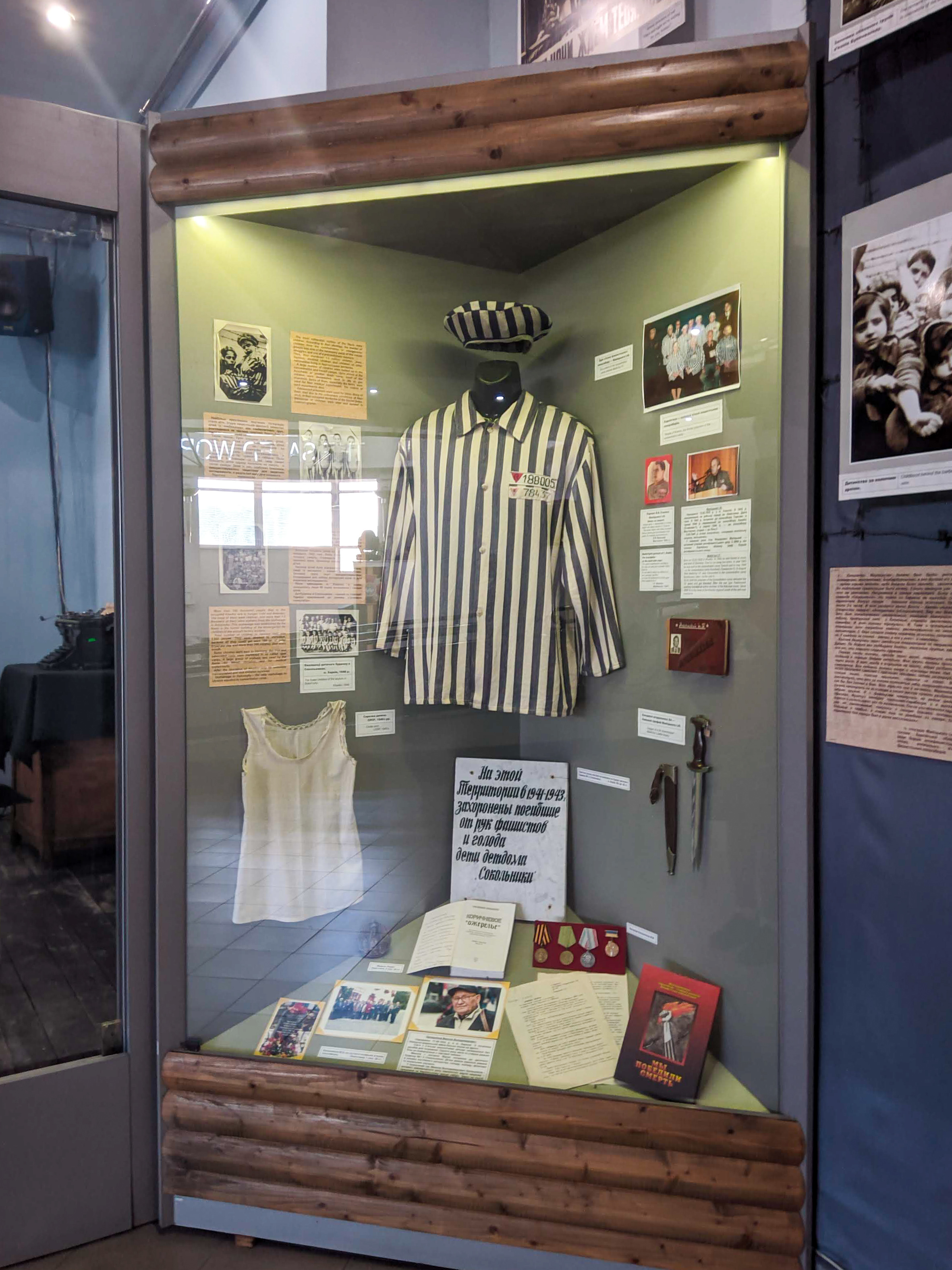
Форма ув'язненого концтабору років ДСВ
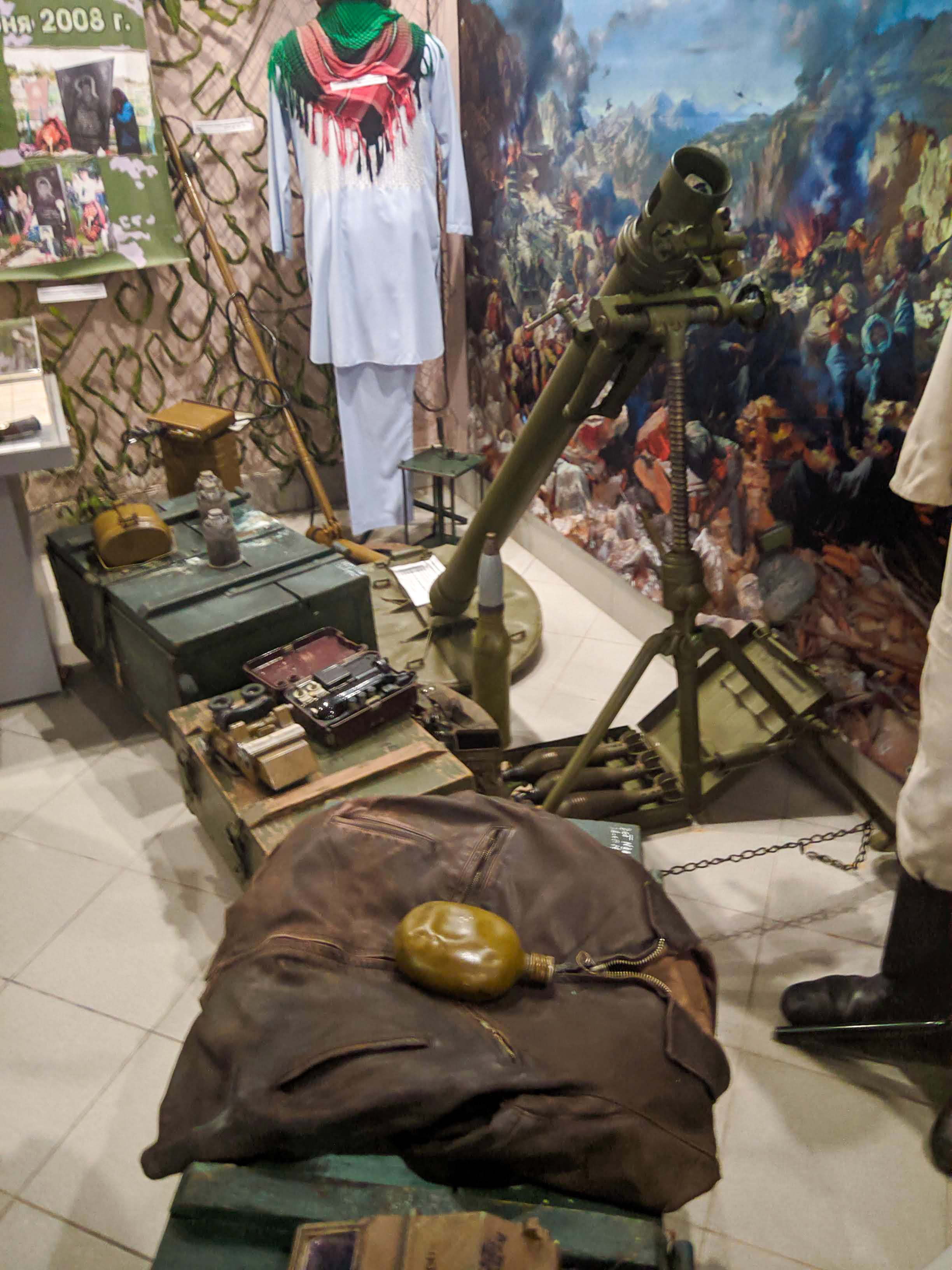
Експозиція Афганської війни

## Див.також
- Список музеїв Харківської області